# Abraham Foxman
Abraham Foxman (ur. 1 maja 1940 w Baranowiczach) – amerykański prawnik i aktywista żydowskiego pochodzenia. Dyrektor Ligi Antydefamacyjnej (ADL) (1987–2015).

## Życiorys
Foxman urodził się jako jedyny syn polsko-żydowskiej pary, Heleny i Józefa Foxmanów w Baranowiczach, kilka miesięcy po tym, jak ZSRR zajął to miasto w wyniku agresji z 17 września 1939 roku i w ramach paktu Ribbentrop-Mołotow. 
W 1941 r. rodzice Foxmana zdecydowali zostawić go z polską nianią, Bronisławą Kurpi, kiedy zmuszeni zostali przez Niemców przenieść się do getta. Foxman został ochrzczony w obrządku katolickim jako Henryk Stanisław Kurpi. Był wychowywany w religii katolickiej. W latach 1941–1944 przebywał w Wilnie. Po zakończeniu wojny powrócił do swoich rodziców. 
W 1950 r. wyemigrował razem z rodzicami do Stanów Zjednoczonych. Ukończył jesziwę Flatbush w Brooklynie (Nowy Jork). Uzyskał licencjat z politologii z wyróżnieniem z historii w City College of New York. Ukończył studia prawnicze na Nowojorskim Uniwersytecie Prawa (New York University School of Law). Praca dyplomowa ze studiów żydowskich na Żydowskim Teologicznym Seminarium Ameryki (Jewish Theological Seminary of America) oraz z gospodarki międzynarodowej na Uniwersytecie Nowej Szkoły (New School University).
Arnold Forster, przedstawiciel prawny ADL, zatrudnił Foxmana w 1965 roku jako asystenta prawnego w dziale spraw międzynarodowych Ligi.
W 1987 roku Foxman został jednogłośnie wybrany przez zarząd na nowego dyrektora krajowego, zastępując wieloletniego dyrektora Nathana Perlmuttera. 
Foxman otrzymał wiele wyróżnień od organizacji typu non-profit, przywódców religijnych i polityków. Za szczególne osiągnięcia w walce z antysemityzmem, fanatyzmem i dyskryminacją Foxman dostał w 1998 r. nagrodę Interfaith Committee of Remembrance Lifetime Achievement Award, a w 2002 r. wyróżnienie Raoul Wallenberg Humanitarian Leadership Award od Centrum Badań nad Holocaustem i Ludobójstwem (Center for Holocaust and Genocide Studies). W 2006 r. został nagrodzony Legią Honorową przez prezydenta Jacquesa Chiraca. 
W 2008 roku otrzymał tytuł doktora honoris causa Yeshiva University.
Wsparcie walki o równe prawa dla homoseksualistów spotkało się z krytyką ze strony ortodoksyjnych Żydów. Pod koniec 2003 r. ostro skrytykował film Pasja i jej reżysera, Mela Gibsona za antysemicki wątek. W 2006 r. protestował przeciwko książce byłego prezydenta Jimmy'ego Cartera, Palestine: Peace Not Apartheid (Palestyna: pokój, nie apartheid), twierdząc, że zachęca ona do antysemityzmu. 
W lipcu 2007 roku sprzeciw Foxmana wobec rezolucji Kongresu uznającej ludobójstwo Ormian spotkał się z dużą krytyką.
W 2015 r. Foxman odszedł ze stanowiska przewodniczącego ADL, zachowując tytuł „National Director Emeritus” ADL. Od marca 2016 r. stoi na czele Centrum Studiów nad Antysemityzmem przy Muzeum Dziedzictwa Żydowskiego w Nowym Jorku (Center for the Study of Anti-Semitism at the Museum of Jewish Heritage in New York City).